# محطة فاس المدينة
محطة القطار فاس المدينة هي محطة السكك الحديدية في المغرب، التي تقع في مدينة فاس. تم افتتاح المحطة في 27 نوفمبر 2009 بعد أن تم تجديدها بالكامل على مدى 20 شهرا. تضم قاعة للضيوف بساحة من 7500 متر مربع، موقف للسيارات بسعة 100 عربة والعديد من المساحات التجارية التي تغطي 900 متر مربع.

## الوجهات الرئيسية والمدة
| الوجهة                       | نوع القطار | ضرورية التبديل | الثمن | المدة |
| ---------------------------- | ---------- | -------------- | ----- | ----- |
| محطة الدار البيضاء المسافرون | ??         | لا             | ؟؟    | ؟؟    |
| محطة الدار البيضاء الميناء   | ??         | نعم            | ؟؟    | ؟؟    |
| محطة الرباط المدينة          | ??         | لا             | ؟؟    | ؟؟    |
| محطة الرباط أكدال            | ??         | لا             | ؟؟    | ؟؟    |
| محطة مراكش                   | ??         | لا             | ؟؟    | ؟؟    |
| محطة طنجة المدينة            | ??         | نعم            | ؟؟    | ؟؟    |
| محطة وجدة                    | ??         | لا             | ؟؟    | ؟؟    |
| محطة الناظور المدينة         | ??         | نعم            | ؟؟    | ؟؟    |